# シャルム (イスラエル王)
シャルムは、紀元前752年頃の北イスラエル王国第15代の王である。
紀元前752年にゼカリヤを殺し、1か月という短期間王座についたが、自身も暗殺された。